# Lycksta
Lycksta – miejscowość (tätort) w Szwecji, w regionie administracyjnym (län) Västmanland, w gminie Västerås.
Według danych Szwedzkiego Urzędu Statystycznego liczba ludności wyniosła: 206 (31 grudnia 2015), 257 (31 grudnia 2018) i 257 (31 grudnia 2019).